# Мунзик фест
Мунзик фест је музички фестивал који се сваког лета одржава у Београду, у насељу Гардош, које се налази на територији општине Земун. Покренут је 2019. године. Улаз је бесплатан.

## О фестивалу
Мунзик фест заједнички организују агенција Mousai Art и Канцеларија за младе Градске општине Земун. Њихов циљ је да кроз ову манифестацију промовишу рад младих ауторских састава из Србије. Прво издање Мунзик феста приређено је 2019. године, на Летњој позорници на Земунском кеју. Фестивал се 2021. године одржава у насељу Гардош, на Летњој позорници код Миленијумске куле. Одабир извођача врши музичар и музички продуцент Данило Маринковић.

## Досадашња издања фестивала
| Година    | Датуми                                         | Извођачи                                       | Изв.                                           |
| --------- | ---------------------------------------------- | ---------------------------------------------- | ---------------------------------------------- |
| 2019. (1) | 19. јул                                        | · · Синдром · Кени није мртав                  | [ 1 ] [ 4 ]                                    |
| 2019. (1) | 20. јул                                        | Велики одмор · · Бункер · Реци цимет           | [ 1 ] [ 4 ]                                    |
| 2019. (1) | 21. јул                                        | Сомбелена · Прљави Ромео · · Алеја великана    | [ 1 ] [ 4 ]                                    |
|           |                                                |                                                |                                                |
| 2020.     | Фестивал није одржан због пандемије ковида 19. | Фестивал није одржан због пандемије ковида 19. | Фестивал није одржан због пандемије ковида 19. |
|           |                                                |                                                |                                                |
| 2021. (2) | 3. септембар                                   | · · Нула · Никола Чубрило бенд                 | [ 2 ] [ 5 ]                                    |
| 2021. (2) | 4. септембар                                   | · · Раскид13                                   | [ 2 ] [ 5 ]                                    |
|           |                                                |                                                |                                                |
| 2022. (3) | 24. јун                                        | Зооноза · · Случај Хармс ·                     | [ 6 ] [ 7 ]                                    |
|           |                                                |                                                |                                                |
| 2023. (4) | 1. јул                                         | Бристол · · АманЗаман · Стерео банана          | [ 8 ] [ 3 ]                                    |
|           |                                                |                                                |                                                |
| 2024. (4) | 29. јун                                        | Саша Баша и оркестар · ·                       | [ 9 ] [ 10 ]                                   |
|           |                                                |                                                |                                                |
| 2025. (6) | 21. јун                                        | Крилат и бео · Патент · Хаџи продане душе ·    | [ 11 ] [ 12 ]                                  |